# معسكر إبادة

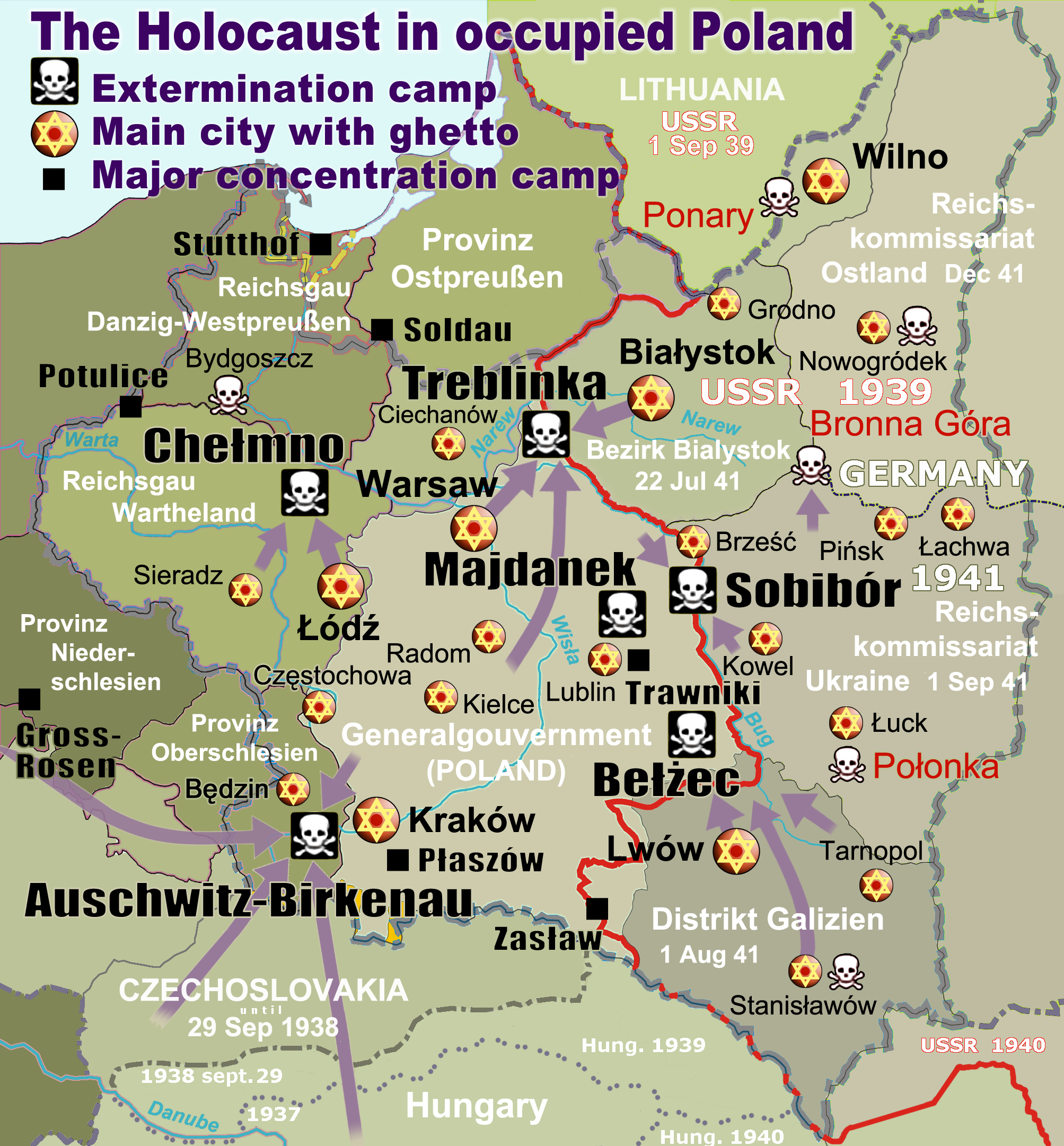
الهولوكوست: معسكرات الاعتقال والإبادة التابعة لألمانيا النازية في بولندا المحتلة.

معسكرات الإبادة (أو معسكرات الموت) هي معسكرات شيدتها ألمانيا النازية أثناء الحرب العالمية الثانية خلال الفترة ما بين عامي 1939 و1945 للتخلص من ملايين الأفراد سواء اليهود أو آخرون من الأجناس الدنيا وفقا لوجة النظر الألمانية إما عن طريق إعدامهم بالغاز أو إرهاقهم في الأعمال الشاقة مع الاستمرار في اتباع أساليب التجويع الشديد للسجناء، وعلى الرغم من وجود العديد من الضحايا من الأجناس والأعراق المختلفة كان اليهود أكثر الأجناس استهدافا حيث جائت عمليات الإبادة الجماعية تلك من جانب الرايخ الثالث تجاه الشعب اليهودي كحل أخير للمسألة اليهودية، كما تُعرف مجمل أعمال الإبادة الجماعية النازية تجاه اليهود بالهولوكوست.

## خلفية تاريخية
بدأ النازيون بعمليات قتل ممنهجة تجاه المرضى الألمان والنمساويين والبولنديين ذوي الاحتياجات الخاصة، وذلك بعد الاجتياح الألماني لبولندا في شهر أيلول عام 1939. وكان الهدف من هذا البرنامج الذي أطلقته وحدات الـ SS وسمته Aktion T4 القضاء على الأشخاص الذين تعتبرهم النازية عبئاً على الدولة ولا يملكون أي حق للحياة. وفي عام 1941، أدت الخبرة التي اكتسبها النازيون في قتل المرضى إلى اختراع معسكرات الإبادة كحلّ نهائي.
كان اليهود خلال تلك الفترة مشردين ومهجرين إلى أحياء خاصة بهم، لذا قامت القوات الألمانية بزجهم في معسكرات الاعتقال إلى جانب الروما وأسرى الحرب السوفييت. ارتكز بالتالي الحل النهائي للمعضلة اليهودية (كما أسماه الألمان) على القتل الممنهج ليهود أوروبا عن طريق الغازات السامة، وبدأ القتل الجماعي خلال عملية راينهارد بعد اندلاع الحرب النازية السوفيتية في صيف عام 1941.
أُنشئت معسكرات الاعتقال المخصصة لقتل اليهود في الأشهر التي تلت مؤتمر Wannsee، والذي ترأسه راينهارد هايدريش في كانون الثاني عام 1942. وكانت الفكرة الأساسية في المؤتمر هي إبادة جميع يهود أوروبا. وكان ادولف آيشمان المسؤول عن التنسيق الأمني.
تلقى رئيس قوات الـ SS والشرطة Odilo Globocnik المقيم في مدينة لوبلن أمراً رسمياً من هاينرك هيملر الذي توقع سقوط موسكو، وطالب على الفور بإنشاء مراكز قتل في Belzec ضمن الأراضي البولندية المحتلة. سبق هذا الأمر مؤتمر Wannsee بثلاثة أشهر.

## التعريف
أنشأ النازيون معسكراتٍ للإبادة وأخرى للإعدام. هناك اختلافٌ كبيرٌ بين المصطلحين، لكن الغرض الأساسي منهما هو الإبادة الجماعية. صممت معسكرات الإعدام (أو Todeslagers بالألمانية) للقيام بعمليات القتل الممنهج تحديداً، حيث يجمع الأشخاص ضمن مجموعات هائلة في القطارات كي يزجوا بهم في معسكرات الإعدام. ومن غير المتوقع أن يعيش المعتقلون أكثر من بضع ساعاتٍ بعد وصولهم إلى المعسكرات في Belzec وSobibor وTreblinka.
تختلف معسكرات الإعدام عن معسكرات الإبادة الموجودة في ألمانيا كمعسكرات بيرغن-بيلسن وأورانينبرغ ورافنسبروك وزاكسنهاوزن، وتلك معسكرات اعتقال أنشأها النازيون قبل اندلاع الحرب العالمية الثانية كي يزجوا فيها الأشخاص غير المرغوب بهم. أدارت وحدات الـ SS-Totenkopfverbande جميع معسكرات الاعتقال النازية منذ شهر آذار عام 1936، وكانت الوحدات مسؤولة أيضاً عن معسكرات الإبادة منذ عام 1941.
في الثاني من شهر أيلول عام 1942، كتب طبيب التشريح الألماني يوهان كريمر في مذكراته عقب رؤيته الضحايا وهم يموتون اختناقاً بالغاز قائلاً: «يبدو جحيم دانتي كقصة كوميدية مقارنة بما يحصل هنا. لا يُطلق اسم معسكر الهلاك على أوشفيتز بدون سبب!».

## طرق الإعدام
زار هاينريش هيملر ضواحي مدينة مينسك عام 1941 ليشهد إعداماً بالرصاص. وتحدث القائد المسؤول هناك إلى هيملر عن الإعدام، ووضح أن إعدام الناس رمياً بالرصاص مهمة صعبة نفسياً على الجنود الألمان. لذا كان على هيملر إيجاد طريقة أخرى للقتل الجماعي. وبعد انتهاء الحرب العالمية، كشفت تسريبات عن مذكرات قائد معسكر أوشفيتز، وهو رودولف هوس، أن عدداً لا بأس به من الجنود المكلفين بإطلاق النار قد أصابهم الجنون، أو قاموا بالانتحار، لأنهم لم يستطيعوا تحمّل مناظر القتل المروّعة.
استخدم الألمان في بادئ الأمر غاز أول أكسيد الكربون لقتل 70 ألف شخصٍ من ذوي الاحتياجات الخاصة في ألمانيا، في برنامجٍ أُطلق عليه اسم «برنامج الموت الرحيم» لإخفاء حقيقة هذه الجرائم. يُعد غاز أول أكسيد الكربون غازاً ساماً وفعالاً، لكنه غير مناسب للاستخدام في مناطق أخرى، كشرقي ألمانيا مثلاً، بسبب ارتفاع تكاليف نقله في اسطوانات.
تميّز كل معسكر إبادة نازي بإدارة مختلفة، وكان لكل معسكر تصاميم معينة للتخلص السريع والفعال من المعتقلين. وبينما كان هوس بعيداً عن معسكر أشوفيتز في رحلة رسمية عام 1941، قام نائبه كارل فريتزش باختبار فكرة جديدة. كانت الملابس الموبوءة بالقمل تُعالج بحمض الهيدروسيانيك المتبلور في معسكر أوشفيتز. حيث صنعت شركة IG Farben للكيماويات هذه البلورات وسوقتها تحت الاسم التجاري Zyklon-B، وعندما تفتح الاسطوانة الحافظة، تطلق بلورات زيكلون-بي عند تفاعلها مع الهواء غاز السيانيد السام. قام فريتزش باختبار أثر الزيكلون-بي على المعتقلين السوفييت، حيث زجهم في زنزانة في أحد الأقبية وعرّضهم للغاز السام. أُعجب هوس بهذه الفكرة عند عودته إلى معسكر الاعتقال، وأصبح الغاز السام طريقة جديدة للتخلص من المعتقلين في عدة معسكرات. ومع ذلك، استمر حراس المعسكرات بقتل الأسرى رمياً بالرصاص أو عن طريق التجويع أو تحت التعذيب.

## التخلص من الجثث
بعد قتل الأسرى بالغاز السام، تقوم الوحدات الخاصة (وهم مجموعة من السجناء الذين يعملون تحت إمرة النازيين) بإزالة الجثث من حجرات الغاز، ويقتلعون أسنانهم الذهبية إن وجدت، ثم يدفنون الجثث في مقابر جماعية. وأصبح حرق الجثث لاحقاً الطريقة المتبعة في جميع معسكرات عملية راينهارد.
كانت الوحدات الخاصة مسؤولة عن دفن الجثث في المقابر الجماعية
، وإشعال النار بعدها، ثم التخلص من دهون الجثث ورميها على كومة من الجثث المحترقة. هذا ما كتبه القائد هوس مذكراته عندما كان رهن الاعتقال في بولندا. وكان هوس معجباً بعمل السجناء الذين كانوا مسؤولين عن التخلص من الجثث، حيث أدوا بعملهم على أكمل وجه، مع الأخذ بعين الاعتبار أنهم سيلقون المصير ذاته.

## وصلات خارجية
- إنشاء معسكرات الإبادة الأولى
- عمل معسكرات الإبادة من موقع ياد فاشيم
- مشروع تاريخ الهولوكوست
- معلومات عن الهولوكوست ومعسكرات الإبادة
- فريق البحث العلمي والأرشيف للهولوكوست
- لقطات رسمية حول المعسكرات النازية من الأرشيف الوطني الأمريكي